# اوشی (مجارستان)
اوشی (به مجاری: Ősi) یک شهرداری در مجارستان است که در ناحیه وارپالوتا واقع شده‌است. اوشی ۳۵٫۸۶ کیلومتر مربع مساحت و ۲٬۲۱۵ نفر جمعیت دارد.